# Katedrála a tržiště
Katedrála a Tržiště (anglicky The Cathedral and the Bazaar) je esej Erica S. Raymonda, která popisuje metody softwarového inženýrství založené na pozorování vývoje jádra Linuxu a jeho vlastní zkušenosti z vedení vývoje open source programu fetchmail. Zkoumá souboj návrhových vzorů modelu vývoje top-down a bottom-up. Esej byla poprvé zveřejněna 27. května 1997 na Linux Kongresu ve Würzburgu pod Open Publication License.
Kniha byla postupně je aktualizována, doplňována a v roce 1999 byla vydána jako součást stejnojmenné knihy. Volně je k dispozici i starší český překlad od Miloslava Niče (viz reference níže).

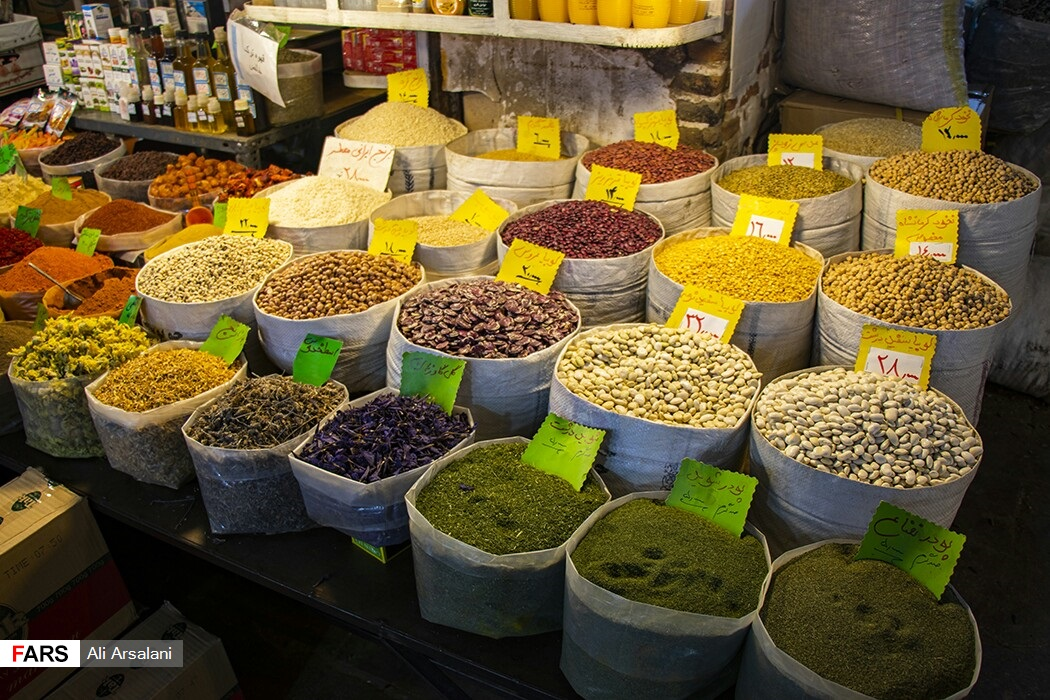
Tržiště (bazar) podle kterých se tento vývojový model jmenuje

## Obsah
Základem je porovnání dvou modelů vývoje:
- Model Katedrály, kde je zdrojový kód zveřejněn až po vydání dokončené verze (například editor Emacs).
- Model Tržiště, kde je přístup ke zdrojovému kódu i v průběhu tvorby projektu (například jádro Linuxu).

V eseji je naznačeno 19 kroků k tvorbě dobrého open source projektu.
1. Každý dobrý program začíná tím, že řeší potíže samotného programátora.
2. Protože dobří programátoři vědí co psát. Velcí vědí, co přepsat (a znovu použít).
3. Počítejte s tím, že alespoň jednou budete muset vše přepsat, stejně vás to nemine.
4. Pokud máte správný přístup, zajímavé problémy si Vás najdou samy.
5. Když ztratíte zájem o program, vaší poslední povinností je předat jej schopnému nástupci.
6. Pokud jednáte s uživateli jako se spolupracovníky, je to ta nejsnazší cesta k rychlému vylepšení kódu a efektivnímu odstraňování chyb.
7. Publikuj brzy. Publikuj často. A naslouchej svým zákazníkům.
8. Pokud máte dostatečně velkou základnu spolupracovníků a testerů, téměř každý problém bude rychle charakterizován a jeho řešení bude pro někoho jednoduché.
9. Promyšlené datové struktury a průměrný kód fungují mnohem lépe než při obrácené konfiguraci.
10. Pokud zacházíte s Vašimi testery, jako by byli vaším nejcennějším kapitálem, oni se vaším nejcennějším kapitálem skutečně stanou.
11. Skoro stejně důležité, jako mít dobré nápady, je schopnost rozeznat dobré nápady vašich uživatelů. Občas je to druhé dokonce lepší.
12. Často to nejzajímavější a nejoriginálnější řešení se zrodí z toho, že si uvědomíte, že vaše chápání problému bylo mylné.
13. Konstrukční dokonalosti není dosaženo tehdy, když už není co přidat, ale tehdy, když už nemůžete nic odebrat.
14. Jakýkoliv nástroj by měl být užitečný očekávaným způsobem, ale opravdu velké nástroje se hodí na použití, které jste nikdy neočekával.
15. Pokud píšete zprostředkovatelský software jakéhokoliv druhu, snažte se vlastní data nijak neměnit a nikdy se nezbavujte žádné informace, pokud vás k tomu nedonutí příjemce.
16. Pokud Váš jazyk není zdaleka kompletní (turingovsky úplný), syntaktický cukr může být přítelem.
17. Bezpečnostní systém je pouze tak bezpečný jako jeho tajemství. Mějte se na pozoru před pseudotajemstvími (tzv. security through obscurity, tj. zabezpečení díky utajení).
18. Pokud chcete pracovat na zajímavém problému, začněte tím, že naleznete problém, který zajímá vás osobně.
19. Pokud má koordinátor projektu k dispozici medium alespoň tak dobré jako Internet a dokáže vést bez příkazů, mnoho hlav je nevyhnutelně lepší než jedna.